# Jennifer Reilly
Jennifer Louise Reilly (Geraldton, 6 de julio de 1983) es una deportista australiana que compitió en natación.
Ganó una medalla de oro en el Campeonato Pan-Pacífico de Natación de 2002, en la prueba de 400 m estilos Participó en dos Juegos Olímpicos de Invierno, en los años 2000 y 2004, ocupando el octavo lugar en Sídney 2000, en la misma prueba.

## Palmarés internacional
| Campeonato Pan-Pacífico | Campeonato Pan-Pacífico | Campeonato Pan-Pacífico | Campeonato Pan-Pacífico |
| Año                     | Lugar                   | Medalla                 | Prueba                  |
| ----------------------- | ----------------------- | ----------------------- | ----------------------- |
| 2002                    | Yokohama (Japón)        | Medalla de oro          | 400 m estilos           |